# Bint Jbeil
Bint Jbeil (em árabe: بنت جبيل‎) é a segunda maior cidade na província de Nabatia no sul do Líbano.